# Ciudadelas
Ciudadelas es un juego de cartas para 2-7 jugadores. Diseñado por Bruno Faidutti el año 2000, publicado originalmente en alemán como Ohne Furcht und Adel, cuya traducción es "Sin Miedo ni Nobleza". El juego fue finalista del premio Spiel des Jahres (Juego del año) del mismo año que vio la luz.

## Contenido de Ciudadelas
El juego incluye 8 cartas de personajes que representan los roles que harán los jugadores cada turno, 65 "cartas de distrito", 30 fichas plásticas de "monedas de oro", un marcador de corona y un reglamento completo.
Las cartas de distrito indican un número variable de monedas de oro para mostrar su valía y se dividen en 5 colores que representar la diversidad de la ciudad, que puede comprender distritos nobiliarios (amarillos), religiosos (azules), comerciales (verdes), militares (rojos) o Maravillas (violeta).

## Desarrollo del juego
Cada jugador empieza la partida con 4 cartas de distrito en la mano y 2 monedas de oro; además, uno de los jugadores empezará con el marcador de corona y será el vigente rey. Las cartas de distrito se deben barajar y poner el mazo bocabajo en el centro de la mesa junto con el resto de marcadores de oro.
Cada turno se barajan las cartas de personaje y se apartan varias de ellas al azar, dependiendo del número de jugadores. El rey elige entonces un personaje entre las restantes, manteniéndolo oculto, y le pasa al jugador de su derecha el resto de cartas para que elija a su vez un personaje. La operación se repite hasta que cada jugador haya elegido su rol en este turno.
A continuación, el rey llama a los personajes uno a uno y por orden. Cuando se nombra a un personaje, el jugador que lo escogió revela su elección y realiza sus acciones en cualquier orden:
- Tomar 2 cartas de distrito, quedándose una en la mano y devolviendo la otra al final del mazo, o tomar 2 monedas de oro.
- Construir un distrito de su ciudad, poniendo la carta correspondiente de su mano en frente a él y descartándose de la cantidad indicada de monedas de oro. Ningún jugador puede construir dos distritos con el mismo nombre en su ciudad, a no ser que otra carta indique específicamente que puede hacerlo.
- Llevar a cabo la habilidad específica del personaje de su elección.

Tanto como si el jugador ha acabado el turno como si el personaje no fue elegido, el rey llama al siguiente personaje hasta finalizar con la lista de ellos. En ese momento, se vuelven a barajar las cartas de personaje y empieza otro turno.

### Personajes
1 AsesinoEl Asesino nombra a otro personaje al que "asesina". El vigente rey no llamará a ese personaje, por lo que si algún jugador lo escogió no podrá realizar acciones. Al finalizar el turno, el jugador cuyo personaje fue "asesinado" revela su carta.
2 LadrónEl Ladrón nombra a otro personaje, excepto al Asesino o al "asesinado". Cuando llegue el turno de ese personaje, el ladrón podrá robar todas las monedas de oro del jugador que mencionó (si está en el juego).
3 MagoEl Mago puede escoger cualquier número de cartas de distrito de su mano y descartarlas al final del mazo para a continuación robar el mismo número de éste, o bien cambiar su mano de cartas por la de cualquier otro jugador. Nótese que esto último puede hacerse aunque el Mago no tenga ninguna carta en la mano.
4 ReyAl revelar la carta del Rey, el jugador que lo escogió recibe inmediatamente el marcador de la corona, por lo que será el encargado de llamar al resto de personajes y escogerá primero su carta de personaje en el siguiente turno. Además, por cada distrito nobiliario en su ciudad el Rey gana una moneda de oro. Si el jugador que tiene la carta de Rey es asesinado pierde su turno pero coge la corona cuando termina la ronda.
5 ObispoEl Obispo no puede recibir los ataques del Condotiero. Además, por cada distrito religioso en su ciudad el Obispo gana una moneda de oro.
6 MercaderEl Mercader gana una moneda de oro. Además, por cada distrito comercial en su ciudad el Mercader gana una moneda de oro.
7 ArquitectoEl Arquitecto roba del mazo 2 cartas de distrito justo después de optar entre tomar 2 monedas de oro o elegir una carta de distrito de entre las dos superiores del mazo. El Arquitecto puede también construir hasta 3 distritos en su turno.
8 CondotieroEl Condotiero puede atacar la ciudad de otro jugador, destruyendo uno de sus distritos. El Condotiero elige uno de los distritos en juego y paga su valor menos uno en monedas de oro para descartarlo al final del mazo. Además, por cada distrito militar en su ciudad el Condotiero gana una moneda de oro.
9 ReinaLa Reina recibe tres monedas de oro si quien la juega está sentado al lado de la Corona. Si el Rey es Asesinado y está sentado a su lado, a la hora de revelarse y tomar la Corona, se obtienen igualmente las tres monedas. La Reina no puede participar en una partida con menos de cinco jugadores. La Reina solo está disponible a partir de la segunda edición.

### Personajes Extendidos (solo a partir de la 2ª edición)
1 BrujaLa Bruja nombra a otro personaje al que "embruja". Realiza su acción habitual (escoger entre monedas o cartas) y pasa su turno. Cuando el vigente rey llama al personaje embrujado, se podrán realizar sus acciones, y solo después de terminar su turno, puede la bruja terminar su juego, pudiendo así construir. Si el personaje embrujado no se revela, la bruja pierde su turno y la posibilidad de construir. El ladrón no puede robar a la bruja ni al personaje embrujado.
2 RecaudadorSi un jugador construye al menos un Distrito, al final de su turno debe pagarle una moneda de oro , si tiene, al Recaudador. Si la Bruja (o el Asesino) ha construido al menos un Distrito y le sobra al menos una moneda, al revelarse el Recaudador le cede una moneda de oro.
3 HechiceroEl Hechicero puede mirar la mano de otro jugador y escoger una carta. Puede entonces decidir si construir ese Distrito o ponerlo en su propia mano. Si construye ese Distrito, no cuenta como que lo haya construido a efectos de gastar la fase de construcción o de pagar al Recaudador. Además, ese Distrito puede construirlo aunque ya lo tenga construido previamente.
4 EmperadorEl Emperador puede recibir una moneda de oro de impuestos por cada Distrito Noble (dorado) que posea. Al revelarse, debe ceder la Corona a otro jugador, pero no puede dársela a sí mismo o al que ya la poseía. A cambio, el jugador le da o una moneda de oro o una carta (escogida al azar). Esto ocurre aunque no tengan cartas o monedas. Al igual que el Rey, el Emperador no puede salir boca arriba como Personaje descartado.
5 AbadEl Abad puede recibir una moneda de oro de impuestos por cada Distrito Eclesiástico (azul) que posea. Al revelar al Abad, el jugador con más monedas de oro debe darle una moneda de oro. Si él es el jugador que más monedas posee, o hay un empate en monedas de otros jugadores, no recibe nada.
6 AlquimistaEl Alquimista recupera todo el oro que pague al construir un Distrito inmediatamente después de construirlo. No recupera dinero gastado de cualquier otro modo.
7 NaveganteEl Navegante, después de tomar una acción, puede elegir o ganar 4 monedas de oro o robar 4 cartas. Si hace esto, no puede construir ese turno.
8 DiplomáticoEl Diplomático puede recibir una moneda de oro de impuestos por cada Distrito Militar (rojo) que posea. Al final de su turno, puede intercambiar un Distrito que posea por otro de otro jugador. Si el del otro jugador tiene más coste que el suyo, le paga la diferencia en monedas de oro. La Gran Muralla o los Distritos Adornados por el Artista modifican ese coste. No puede intercambiar el Torreón ni Distritos poseídos por el Obispo. Si juega el Diplomático, hay que quitar el Cementerio del mazo, ya que no tiene uso alguno.
9 ArtistaEl Artista puede "Adornar" Distritos poniendo una moneda de oro en ellos. Puede adornar dos Distritos por turno, pero un mismo Distrito no puede tener más de un contador de "Adorno". El valor de esta carta en puntos así como el coste para intercambiarlo o destruirlo incrementan en uno.

## Objetivo
El objetivo en Ciudadelas es edificar una ciudad con las cartas de distrito, logrando que al finalizar la partida ésta sea la que mayor puntuación obtenga. El juego termina al final del turno en que cualquier jugador construye su octavo distrito. Llegado este punto cada jugador suma los valores de cada uno de sus distritos y añade los siguientes modificadores:
- 4 puntos por ser el primer jugador en construir los 8 distritos.
- 2 puntos para el resto de jugadores que hayan construido también 8 distritos.
- 3 puntos si en la ciudad del jugador hay distritos de los 5 colores.

## Segunda Edición
La segunda edición del juego incluye 71 cartas de distrito (en lugar de 65) y 10 personajes nuevos (en total 18), alguno de los cuales permite la participación de 8 jugadores.

## Expansión
Se ha editado una expansión llamada Ciudadelas: Ciudadela Oscura que consta de 11 cartas nuevas de distrito y las 18 cartas de personaje incluidas en la segunda edición del juego para los propietarios de la primera edición o como recambio.

## Tercera Edición
La tercera edición del juego incluye 82 cartas de distrito y 18 personajes (los de la segunda edición más los de la expansión), permitiendo jugar de 2 a 8 jugadores.